# Malajsporrgök
Malajsporrgök (Centropus rectunguis) är en hotad fågel i familjen gökar som förekommer i Sydostasien.

## Utseende och läten
Malajsporrgöken är en medelstor (43 cm) skogslevande sporrgök. Fjäderdräkten är huvudsakligen purpurblåglänsande svart, med kastanjebrunt på vingar och mantel. Ögonirisen är röd, ben och näbb svarta. Liknande orientsporrgök är större med proportionellt längre stjärt och mindre glansig fjäderdräkt. Lätet består av en fallande serie med djupa "buup", likt större sporrhök men djupare, långsammare och mer resonant.

## Utbredning och systematik
Fågeln förekommer på Malackahalvön, Sumatra och Borneo. Den behandlas som monotypisk, det vill säga att den inte delas in i några underarter.

## Levnadssätt
Malajsporrgöken verkar generellt vara begränsad till undervegetation i låglänt städsegrön skog, där den förekommer sparsamt. Födan antas bestå mestadels av insekter, som hos andra sporrgökar, men har även setts ta stora grodor.

### Häckning
Nyligen flygga ungar har noterats i maj på Malackahalvön och en unge på Sumatra i mars. Det sfäriska men rätt slarvigt byggda boet av löv och kvistar placeras i en palm två meter ovan mark. Däri lägger den två vita ägg. Ungarna matas av båda föräldrar.

## Status och hot
Malackasporrgöken är begränsad till låglandsskogar som avverkas i snabb takt, vilket tros påverka beståndet negativt. Internationella naturvårdsunionen IUCN anser den därför vara hotad och placerar den i hotkategorin sårbar.